# Yves-Joseph Kerguélen-Trémarec

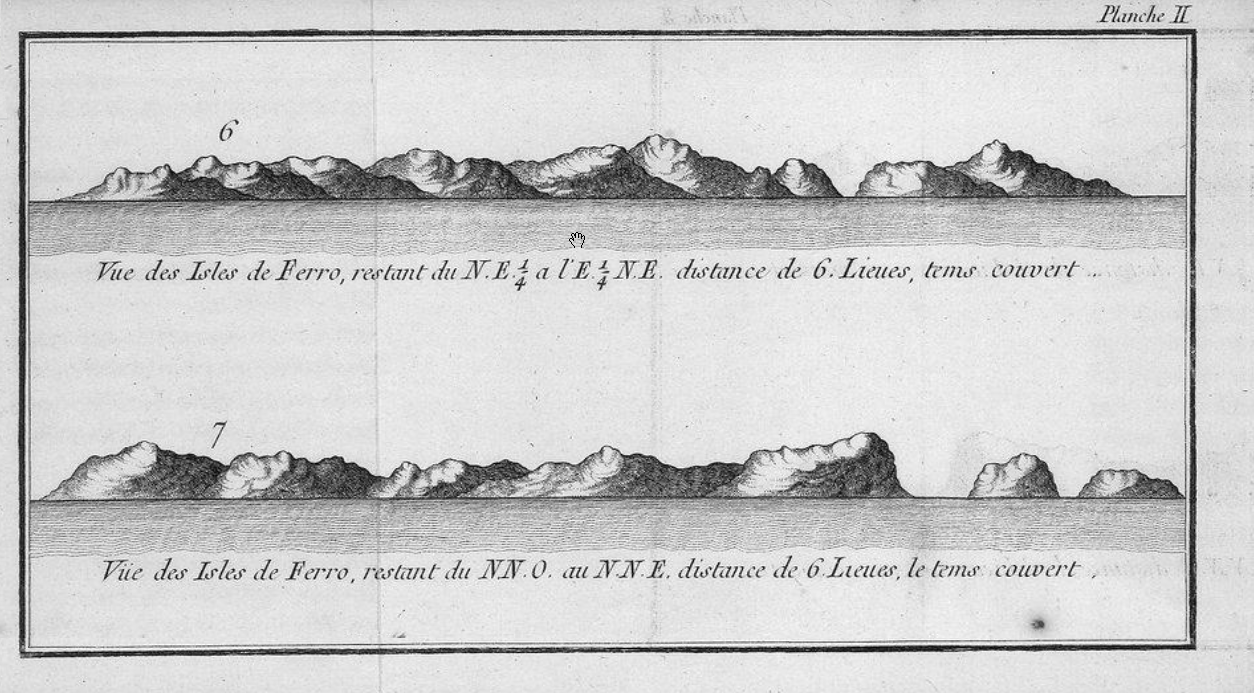
Kresba Faerských ostrovů z roku 1767 z lodi kontradmirála Yvese-Josepha Kerguélena-Trémareca

Yves Joseph de Kerguelen de Trémarec (13. února 1734 Laududal, Finistère – 3. března 1797 Brest) byl bretaňský mořeplavec a francouzský námořní důstojník, objevitel neobydlených Kerguélenových ostrovů na jihu Indického oceánu.

## Objevná cesta
Narodil se ve francouzském departementu Finistère během sedmileté války. V roce 1770 již jako kontradmirál byl vyslán na korvetě "Le Bélier" hledat hypotetickou "Terru Australis" v jižní části Indického oceánu. Vyplul na jih, podél pobřeží Afriky. Po dosažení mysu Dobré naděje, nedaleko Bouvetova ostrova se otočil na východ, kde v roce 1772 objevil zemi, kterou nazval Jižní Francie (La France Australe), kterou pokládal za pobřeží hledaného kontinentu Terra Australis. Poté se vrátil zpět do Francie.
V roce 1773 byl znovu vyslán se dvěma loděmi, aby pokračoval ve svých objevech. Brzy zjistil, že jím nalezená země jsou pouze pusté ostrovy, které nazval Desolation (Bezútěšné), později toto území získalo název Kerguélenovy ostrovy. Po návratu do Francie byl degradován a odsouzen na 20 let vězení v pevnosti, neboť opustil jeden člun s mužstvem, vyslaný k průzkumu pobřeží ostrova. Později byl rehabilitován a za francouzské revoluce povýšen. Sepsal řadu děl o nautice.
Zemřel v roce 1797 jako kontradmirál a velitel přístavu Brest.

## Dílo
- KERGUELEN DE TRÉMAREC, Yves J. Rélation de deux voyages dans les mers australes et des Indes [online]. Knapen, 1782, rev. 2010-04-28 [cit. 2018-03-12]. Dostupné online. (francouzsky)